# Teufelssiepen (Ruhr, Arnsberg)
Der Teufelssiepen ist ein gut zwei Kilometer langer, südwestlicher und linker Zufluss der Ruhr auf dem Gebiet der großen kreisangehörigen Stadt Arnsberg im nordrhein-westfälischen Hochsauerlandkreis.

## Geographie

### Verlauf
Der Teufelssiepen entspringt im Naturschutzgebiet Waldreservat Obereimer einem kleinen Teich auf einer Höhe von 285 m ü. NHN nordöstlich des Reiterhofs Gut Wicheln direkt an der K 2. Der Quellteich liegt etwa einen Kilometer östlich des Arnsberger Stadtteils Müschede.
Der Bach fließt zunächst in Richtung Nordosten gut einen halben Kilometer im Naturschutzgebiet durch Waldgelände und wird dann auf seiner rechten Seite von einem Waldbächlein gestärkt. Der Teufelssiepen zieht dann nordwärts am westlichen Fuße des 285 m hohen Kahlen Kopfs entlang und läuft danach wieder in Richtung Nordwesten  und speist dabei drei kleine Weiher.
Etwa einen Kilometer bachabwärts unterquert der Teufelssiepen die Gleisanlagen der Oberen Ruhrtalbahn, fließt dann an den Schlammteichen vorbei und mündet schließlich auf einer Höhe von 169 m ü. NHN von Südwesten und links in die aus Südosten heranziehende Ruhr.
Der etwa 2,1 Kilometer lange Lauf des Teufelssiepens endet ungefähr 116 Höhenmeter unterhalb seiner Quelle, er hat somit ein mittleres Sohlgefälle von etwa 55 ‰.

### Einzugsgebiet
Das 0.923 km² große Einzugsgebiet des Teufelssiepens liegt im Hachener Kuppenland und im Neheimer Ruhrtal. Es wird durch ihn über die Ruhr und den Rhein zur Nordsee entwässert.
Es grenzt
- im Südosten an das Einzugsgebiet der Walpke, der in die Ruhr mündet,
- im Südwesten	an das des Wennigloher Bachs, der über die Röhr in die Ruhr entwässert und
- im Nordwesten an das des Ruhrzuflusses Koltersiepen.

Die höchste Erhebung ist der Tempelberg mit 341 m im Südwesten des Einzugsgebiets.
Das Einzugsgebiet des Teufelssiepens ist zum größten Teil bewaldet.